# Collet de Capellet
El Collet de Capellet és una collada del Massís del Canigó, a 872,9 metres d'altitud, en el límit dels termes comunals de Vallestàvia i de Vallmanya, tots dos de la comarca del Conflent, a la Catalunya del Nord. Està situat a l'extrem nord-oriental del terme de Vallmanya i al sud-est de la de Vallestàvia, a la carena que separa en aquest lloc els dos termes comunals.